# コピー・アンド・ペースト

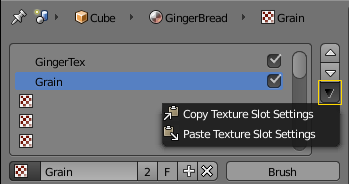
コピー・アンド・ペーストを行っているコンピュータ画面

コピー・アンド・ペースト（英: copy and paste）とは、コンピュータ上で行う操作の用語である。ほぼ同様の意味を持つ、カット・アンド・ペースト（英: cut and paste）についても、ここで解説する。
コピー・アンド・ペーストは、コンピュータ上のデータを別の場所へ複製することを指し、カット・アンド・ペーストは移動することを指す。ペースト（日本語では「貼り付け」〈はりつけ〉とも言う）の部分は同じだが、違いは、元のデータをコピー（copyつまり複写・複製）するか、カット（cutつまり切り取り）するか、の違いである。つまり、コピーとカットの違いは、「元の場所にデータが残るか残らないか」の違いである。利用者が特に意識はしていてもいなくても、どちらも実際にはデータがまずクリップボードにバッファされてからペーストされる。

## 概要
現在のほとんどのグラフィカルユーザインタフェース (GUI)システム上ではコピー（移動）したい範囲を選択したうえで一定の操作を行うことで、クリップボードにデータをコピーや移動することができ、クリップボードにあるデータは、一定の操作で他の箇所に貼る（ペーストする）ことができる。異なる箇所へデータを容易に複製（移動）できる操作である。
- コピー・アンド・ペースト（英: Copy and Paste）とは、文章やデータなどをコピーし、そのコピーしたものを別の場所などへペースト（paste:転写・貼付）するという操作を表す。正式の省略形は「コピーペースト」である。俗語的には「コピペ」と呼ばれることがある[3]。
- カット・アンド・ペースト（英: Cut and Paste）とは、文書やデータなどをカットし、他の場所にペーストして移動させる操作を表す[1]。省略形は「カットペースト」で、それ以外はあまり使われない。

## 歴史
少量のデータ用のバッファを初めて使った人物はen:Pentti Kanervaであり、1973年に米国のコンピュータ科学者ラリー・テスラーが、そのバッファの呼び名として「クリップボード」という名を選び、そのバッファにデータを入れたりそこから出したりすることを「cut」「copy」「paste」と再命名したことでこう呼ばれるようになった。
詳細はクリップボード#歴史を参照。

## 主な操作方法
コピー・アンド・ペーストおよびカット・アンド・ペーストの方法は、機種もしくはシステムによって多少ばらつきがある（ほとんど同じものもある）。また、キーボード上の各種キーの組み合わせによって発動するもの（ショートカットキー）もあれば、マウスなどのポインティングデバイスの操作で行えるものもある。
主なオペレーティングシステムやGUI環境での操作方法は、以下の通りである。

### Microsoft

#### Microsoft Windows
Windowsにおいては、Windowsのバージョンによって異なる。KDEやGNOMEの標準的なアプリケーションでは、Windows 3.1以降と同じである。
- Windows 3.1以降、および標準的なアプリケーション

1. 範囲を選択して ⎈ Ctrl+C
2. 貼り付けたい場所を選択して Ctrl+V

- Windows 3.0まで、OS/2 (CUA)
  1. 範囲を選択して ⇧ Shift+⎀ Insert
  2. 貼り付けたい場所を選択して Ctrl+⎀ Insert

また、Windowsでスクリーンショット取得も可能で、
1. ⎙ PrintScreen キーを押下
2. 画像を処理できるアプリケーションを開いて Ctrl+V

#### その他Microsoft
- DOSプロンプトなど
  1. 範囲を選択してマウスを右クリック
  2. 貼り付けたい場所でマウスを右クリック

### Macintosh
- Macintoshの標準的なアプリケーション
  1. 範囲を選択して ⌘ Cmd+C
  2. 貼り付けたい場所を選択して ⌘ Cmd+V

### その他PC端末
- UNIX系(X Window System)
  1. マウスの左ボタンを押しながら範囲を選択し、左ボタンを放す
  2. マウスの中ボタンをクリックするとカーソル位置に貼り付けされる
- Emacs
  1. Ctrl+SPACE で選択を開始し、Ctrl+fなどで範囲終了場所まで移動する
  2. ⎇ Alt+wもしくはMeta+wでコピーし、貼り付けたい場所でCtrl+yで貼り付ける

### モバイル端末(Android, iOS)
1. コピーしたいテキストや画像を長押ししたあとに表示されるメニューから「コピー」を押す
2. 貼り付けたい場所（テキストボックス）を長押し、表示されるメニューから「ペースト（貼り付け）」を押すと貼り付けられる

## その他
電子掲示板などにおいて、コピペという言葉は、頻繁にコピー・アンド・ペーストされる特定の文章（いわゆるテンプレート）を指すこともある。